# Anthony Waters
Anthony „Tony“ Waters (* 10. April 1928 in Britisch-Indien; † 20. November 1987 in Perth) war ein australischer Hockeyspieler. Er gewann mit der australischen Nationalmannschaft die olympische Bronzemedaille 1964.

## Sportliche Karriere
Der 1,75 Meter große Anthony Waters debütierte 1961 in der Nationalmannschaft.
Bei den Olympischen Spielen 1964 in Tokio gewannen die Australier in der Vorrunde vier Spiele und unterlagen den Mannschaften aus Kenia und Pakistan. Als Gruppenzweite trafen sie im Halbfinale auf den Gruppensieger der anderen Vorrundengruppe und verloren mit 1:3 gegen die indische Mannschaft. Im Spiel um Bronze bezwangen die Australier die Spanier mit 3:2. Anthony Waters hütete in fünf Vorrundenspielen das australische Tor, danach übernahm der jüngere Paul Dearing. Aus- und Einwechslungen gab es 1964 noch nicht.